# Bambūyān
Bambūyān (persiska: بمبویان, Bambeyūn, Bambīūn) är en ort i Iran.   Den ligger i provinsen Kerman, i den sydöstra delen av landet, 1 100 km sydost om huvudstaden Teheran. Bambūyān ligger 637 meter över havet och antalet invånare är 760.
Terrängen runt Bambūyān är platt. Runt Bambūyān är det glesbefolkat, med 12 invånare per kvadratkilometer. Bambūyān är det största samhället i trakten. Trakten runt Bambūyān är ofruktbar med lite eller ingen växtlighet.